# Kościół Świętej Trójcy w Poznaniu

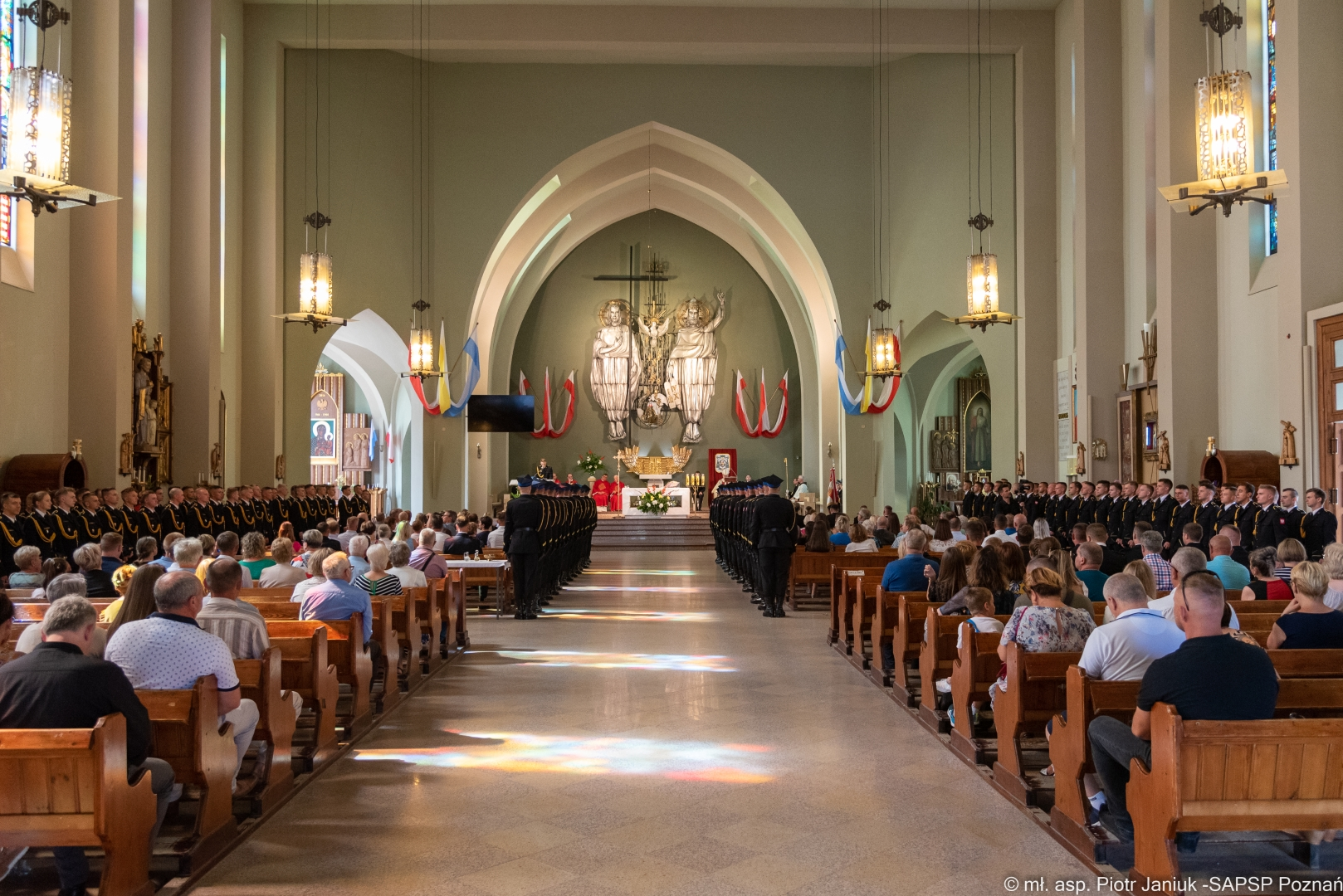
Wnętrze (2022)

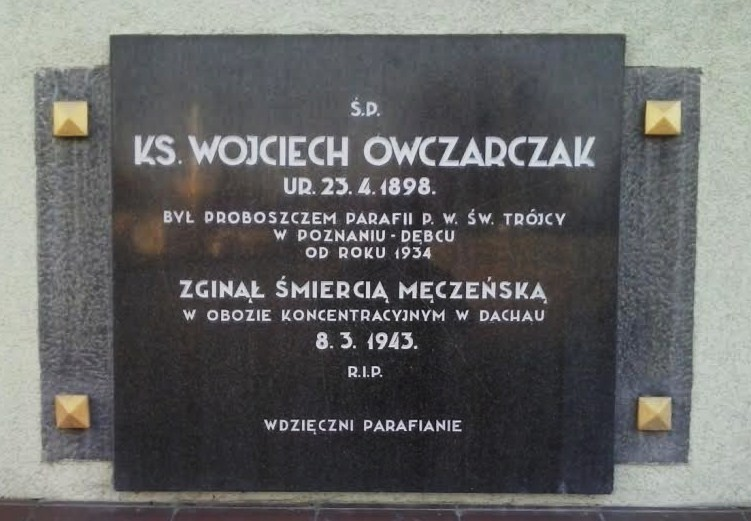
Tablica upamiętniająca postać ks. Wojciecha Owczarczaka

Kościół Świętej Trójcy w Poznaniu – kościół rzymskokatolicki znajdujący się na Dębcu w Poznaniu, przy skrzyżowaniu dwóch głównych ulic – Czechosłowackiej i 28 Czerwca 1956 r., niedaleko stacji kolejowej Poznań Dębiec. Od 2017 wielkopostny kościół stacyjny.

## Historia
Początki parafii pod wezwaniem Świętej Trójcy sięgają 1921, kiedy to Dębiec był małą podpoznańską wsią, która należała do parafii pod wezwaniem św. Floriana w Wirach, a parafianie musieli pokonywać drogę o długości około 9 km aby wziąć udział w mszach czy też nabożeństwach. Jak podają kroniki parafialne w 1921, w dzień Bożego Narodzenia, na terenie Dębca, w wiejskiej szkole została odprawiona pierwsza msza św.
Tuż po tym zawiązał się komitet na rzecz budowy kościoła. Bardzo szybko podjęto działania i już niecałe dwa lata później (2 września 1923) nastąpiło poświęcenie kaplicy pod wezwaniem Najświętszego Serca Jezusowego. W 1925 wieś Dębiec została włączona do Poznania. W 1928 ustanowiono na Dębcu odrębną parafię. Budowa obecnego kościoła pod wezwaniem Świętej Trójcy rozpoczęła się w 1936.
Kaplica pod wezwaniem Najświętszego Serca Jezusowego została rozebrana podczas II wojny światowej. Miejsce, na którym stała (dziś ul. 28 Czerwca 1956 r. nr 295), upamiętnia kamień z tablicą o tym informującą.
Kościół poświęcił 8 grudnia 1945 kardynał August Hlond. Niemcy podczas okupacji urządzili w nim składnicę torfu, a następnie żywności.
Wyposażenie kościoła zaprojektował Klemens Wasiewicz, który przed wojną pracował u Mariana Andrzejewskiego. Według jego projektu został wykonany w 1946 ołtarz główny, a w 1956 ołtarz boczny pw. św. Józefa, ołtarz pw. Serca Pana Jezusa oraz chrzcielnica, która została poświęcona w 1966. 
W 1969 po Soborze Watykańskim II wykonano przebudowę prezbiterium, podczas której m.in. zastąpiono dawne drewniane figury Świętej Trójcy nowymi większymi, metalowymi. Twórcą nowego ołtarza był również Klemens Wasiewicz.
W latach 70. XX wieku trwały dalsze prace nad wyposażeniem kościoła. Autorem rzeźb był poznański rzeźbiarz Antoni Szulc, który współpracował wcześniej z Klemensem Wasiewiczem. Antoni Szulc wykonał prace rzeźbiarskie przy chrzcielnicy. W 1972 wyrzeźbił Stacje Drogi Krzyżowej, a w następnym roku figurę św. Antoniego Padewskiego.
Witraże w kaplicach bocznych i w prezbiterium zaprojektował i wykonał w latach 1948–1949 Stanisław Powalisz. Następne 14 witraży, w nawie głównej, wykonała Maria Powalisz-Bardońska w latach 1972–1983. Witraże na fasadzie kościoła zaprojektował ks. Marian Cynka, a wykonał w 1999 Piotr Janek. 
W 1986 zdecydowano się na budowę domu katechetycznego. Wybrano w tym celu miejsce obok kościoła. Budynek ten do dziś służy wspólnotom działającym przy parafii (również zespołom muzycznym i chórom). Znajdują się w nim tzw. salki katechetyczne, biblioteka oraz duża sala z zapleczem kuchennym - „Oratorium”. Działają tu dwie poradnie - prawna i rodzinna oraz świetlica dla dzieci. W okresie wakacji odbywają się w tym miejscu półkolonie.
W 1992 do kościoła dobudowano wieżę, zaprojektowaną przez inż. Aleksandra Holasa, na której zawieszone są cztery dzwony: „Świętej Trójcy” (waga 1,2 tony), „Bogarodzicy” (waga 650 kg), „Św. Barbary” (waga 400 kg) i „Św. Wojciecha” (waga 260 kg).
Drugą przebudowę prezbiterium wykonano w 2003. Celem tej zmiany było przygotowanie świątyni do konsekracji. Aktu konsekracji dokonał arcybiskup Stanisław Gądecki 3 października 2004.
2 lipca 2011 na emeryturę odszedł wieloletni proboszcz ks. prałat Stanisław Wojtaszek. Do jego zasług w dziedzinie inwestycji należą przede wszystkim: budowa domu parafialnego, domu katechetycznego, remont budynku kościoła oraz budowa wieży z nowymi dzwonami. W trakcie pracy w parafii ks. Stanisław Wojtaszek otrzymał tytuł Prałata honorowego Jego Świątobliwości. W dniu pożegnania z parafianami na uroczystej Mszy Św. otrzymał Medal Za Zasługi dla Pożarnictwa z rąk przedstawicieli mieszczącej się na terenie parafii Szkoły Aspirantów Państwowej Straży Pożarnej w Poznaniu. Został także poproszony o zostanie kapelanem w tej szkole.

## Proboszczowie Parafii pw. Świętej Trójcy

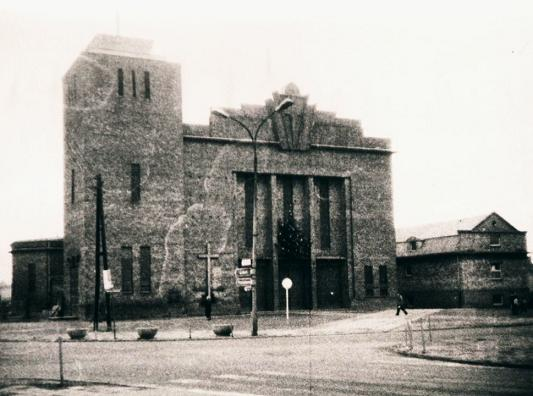
Kościół Świętej Trójcy w lutym 1991 - przed dokończeniem budowy

1 czerwca 1928 została erygowana parafia Św. Trójcy w Poznaniu przez ks. prymasa Augusta Hlonda. Proboszczowie parafii:
- ks. Szymon Dreszler (1924–1928)
- ks. Stanisław Koźlik (1928–1930)
- ks. dr Witold Paulus (1930–1934)
- ks. Wojciech Owczarczak (1934–1943) – zamordowany przez Hitlerowców w Dachau
- ks. kanonik Józef Szymkowiak (22 stycznia 1945 – 30 czerwca 1983)
- ks. prałat Stanisław Wojtaszek (1 lipca 1983 –  2 lipca 2011)
- ks. kanonik Marek Matyba (od 2 lipca 2011)

## Wspólnoty działające przy parafii
- Akcja Katolicka
- Anonimowi Alkoholicy
- Caritas Parafialna
- Chór Parafialny pod wezwaniem Św. Cecylii (obecnie nieistniejący)[2]
- Chór Soli Deo
- Chórek Dziecięcy „Iskierki” (obecnie zawieszony)
- Czciciele Miłosierdzia Bożego
- Czciciele Najświętszego Serca Pana Jezusa
- Duszpasterstwo chorych[3]
- Duszpasterstwo dzieci
- Duszpasterstwo katechetów
- Duszpasterstwo młodzieży i studentów[4]
- Duszpasterstwo pielgrzymkowe
- Dzieci Różańcowe
- Koło Misyjne
- Krąg Biblijny
- Krąg Oazowy Seniorek
- Krąg rencistów i emerytów
- Ministranci
- Nadzwyczajni Szafarze Komunii Św.
- Neokatechumenat
- Poradnia prawna dla niezamożnych parafian
- Poradnia rodzinna
- Rada Duszpasterska
- Rada Ekonomiczna
- Rodzina Serca Miłości Ukrzyżowanej
- Ruch Domowy Kościół
- Służba Liturgiczna
- Świetlica dla dzieci
- Tygodnik Dębiec
- Wspólnota chorych
- Wspólnota Odnowy w Duchu Św. „Winnica”
- Żywy Różaniec Pań
- Żywy Różaniec Panów